# Лихолеты
Лихолеты (укр. Лихоліти) — село в Чернобаевском районе Черкасской области Украины.
Население по переписи 2001 года составляло 749 человек. Почтовый индекс — 19944. Телефонный код — 4739.

## Известные уроженцы
- Чучукало, Василий Данилович (1905—1963) — украинский советский партийный деятель. Член КПСС с 1926 года. Член ЦК компартии Украины (1949—1952). Депутат Верховного Совета СССР 3-го созыва и Верховного Совета Украинской ССР 1-го созыва.

## Местный совет
19944, Черкасская обл., Чернобаевский р-н, с. Лихолеты, ул. Ленина, 21